# Liste du patrimoine culturel immatériel de l'humanité au Cameroun
Cet article recense les pratiques inscrites au patrimoine culturel immatériel au Cameroun.

## Statistiques
Le Cameroun ratifie la convention pour la sauvegarde du patrimoine culturel immatériel le 16 octobre 2012. La première pratique protégée est inscrite en 2023.
En 2024, le Cameroun compte 2 éléments inscrit sau patrimoine culturel immatériel, sur la liste représentative.

## Listes

### Liste représentative
Les éléments suivants sont inscrits sur la liste représentative du patrimoine culturel immatériel de l'humanité :
| Élément                                                                                 | Type | Subdivision | Année | Lien  | Notes | Illus. |
| --------------------------------------------------------------------------------------- | --- | ----------- | ----- | ----- | ----- | ------ |
| Le Nguon, rituels de gouvernance et expressions associées dans la communauté Bamoun     | pratiques sociales, rituels et événements festifs savoir-faire liés à l'artisanat traditionnel                 | Grassland   | 2023  | 01988 |       |        |
| Le Ngondo, culte des oracles de l'eau et traditions culturelles associées chez les Sawa | pratiques sociales, rituels et événements festifs connaissances et pratiques concernant la nature et l'univers | Littoral    | 2024  | 02140 |       |        |

### Patrimoine immatériel nécessitant une sauvegarde urgente
Le Cameroun ne compte aucun élément inscrit sur la liste du patrimoine immatériel nécessitant une sauvegarde urgente.

### Registre des meilleures pratiques de sauvegarde
Le Cameroun ne compte aucune pratique listée au registre des meilleures pratiques de sauvegarde.